# فوكه-أتشيليس فا 269
فوكه-أتشيليس فا 269 مشروع طائرة إقلاع وهبوط عمودي ألمانية مصممة من قبل هنريش فوك.

## تطوير
تم تصورها كمقاتلة بمقعد واحد، أنتج مشروع فا 269 عن أمر دراسة لتصميم الذي أصدرته وزارة الرايخ الجوية إلى فوكه-أتشيليس في عام 1941. طلب فيه مقاتلة دفاع محلي تجمع بين قدرات إقلاع وهبوط عمودي لطائرة هليكوبتر بسرعة طائرة تقليدية ثابتة الجناحين.
تم إجراء كمية كبيرة من اختبارات نفق الرياح، جنبًا إلى جنب مع العمل على علب التروس ومحركات الأقراص وآليات تدوير الطاقة، وتم تصميم نموذج بالحجم الكامل للطائرة لإظهار مفهوم إقلاع وهبوط عمودي، ولكن تم تدمير الكثير منا من قبل الحلفاء غارات القصف وتم تأجيل جميع الأعمال في عام 1944،  عندما قدرت فوكه-أتشيليس أنه كان هناك احتمال ضئيل لوجود نموذج أولي عملي قبل عام 1947.

## التصميم
كان من المفترض أن يتم تشغيل فا 269، وهي طائرة أحادية الجناح متوسطة الجناح، بمحرك شعاعي واحد مبرد بالهواء من طراز بي ام دبليو 801 مدفونً في جسم الطائرة خلف قمرة القيادة.